# Nova Esperança do Sul
Nova Esperança do Sul är en kommun i Brasilien.   Den ligger i delstaten Rio Grande do Sul, i den södra delen av landet, 1 700 km söder om huvudstaden Brasília. Antalet invånare är 4 671. Arean är 191 kvadratkilometer.
Terrängen i Nova Esperança do Sul är kuperad åt sydost, men åt nordväst är den platt.
Trakten runt Nova Esperança do Sul består i huvudsak av gräsmarker. Runt Nova Esperança do Sul är det ganska glesbefolkat, med 34 invånare per kvadratkilometer.